# Magnien
Pour les articles homonymes, voir Magnien (homonymie).
Magnien est une commune française située dans le canton d'Arnay-le-Duc, au sud du département de la Côte-d'Or, en région Bourgogne-Franche-Comté.

## Géographie

### Localisation
Magnien est à proximité du parc naturel régional du Morvan et de la forêt de Buan (distante de 5,6 km) et du bois de Grand Bessay (5,7 km).
La ville la plus proche est Arnay le Duc, située à environ 5 km de la commune. Puis Autun, située à environ 20 km de la commune.

### Hydrographie
La commune est arrosée par la rivière l'Arroux.

### Hameaux
Corcelles, Fontaine, Jully, Lauronne, Le Puiset, Maizières,

### Communes limitrophes
| Marcheseuil | Jouey   | Arnay-le-Duc         |
| Voudenay    | Magnien | Saint-Prix-lès-Arnay |
|             | Viévy   | Maligny              |

### Catastrophes naturelles
La commune a été victime d'inondations et de coulées de boue en décembre 1982, juillet 1984, juillet 1987 et mai 1990.

### Climat
Pour des articles plus généraux, voir Climat de la Bourgogne-Franche-Comté et Climat de la Côte-d'Or.
En 2010, le climat de la commune est de type climat océanique dégradé des plaines du Centre et du Nord, selon une étude du Centre national de la recherche scientifique s'appuyant sur une série de données couvrant la période 1971-2000. En 2020, Météo-France publie une typologie des climats de la France métropolitaine dans laquelle la commune est exposée à un climat océanique altéré et est dans la région climatique  Lorraine, plateau de Langres, Morvan, caractérisée par un hiver rude (1,5 °C), des vents modérés et des brouillards fréquents en automne et hiver. 
Pour la période 1971-2000, la température annuelle moyenne est de 10,4 °C, avec une amplitude thermique annuelle de 17,4 °C. Le cumul annuel moyen de précipitations est de 885 mm, avec 12,3 jours de précipitations en janvier et 7,3 jours en juillet. Pour la période 1991-2020, la température moyenne annuelle observée sur la station météorologique de Météo-France la plus proche, « Arnay_sapc », sur la commune de Saint-Prix-lès-Arnay à 5 km à vol d'oiseau, est de 10,5 °C et le cumul annuel moyen de précipitations est de 799,9 mm,. Pour l'avenir, les paramètres climatiques de la commune estimés pour 2050 selon différents scénarios d'émission de gaz à effet de serre sont consultables sur un site dédié publié par Météo-France en novembre 2022.

## Urbanisme

### Typologie
Au 1er janvier 2024, Magnien est catégorisée commune rurale à habitat très dispersé, selon la nouvelle grille communale de densité à 7 niveaux définie par l'Insee en 2022.
Elle est située hors unité urbaine et hors attraction des villes,.

### Occupation des sols
L'occupation des sols de la commune, telle qu'elle ressort de la base de données européenne d’occupation biophysique des sols Corine Land Cover (CLC), est marquée par l'importance des territoires agricoles (62,7 % en 2018), une proportion sensiblement équivalente à celle de 1990 (63,3 %). La répartition détaillée en 2018 est la suivante : 
prairies (50,7 %), forêts (36 %), terres arables (8,6 %), zones agricoles hétérogènes (3,3 %), zones urbanisées (1,3 %). L'évolution de l’occupation des sols de la commune et de ses infrastructures peut être observée sur les différentes représentations cartographiques du territoire : la carte de Cassini (XVIIIe siècle), la carte d'état-major (1820-1866) et les cartes ou photos aériennes de l'IGN pour la période actuelle (1950 à aujourd'hui).

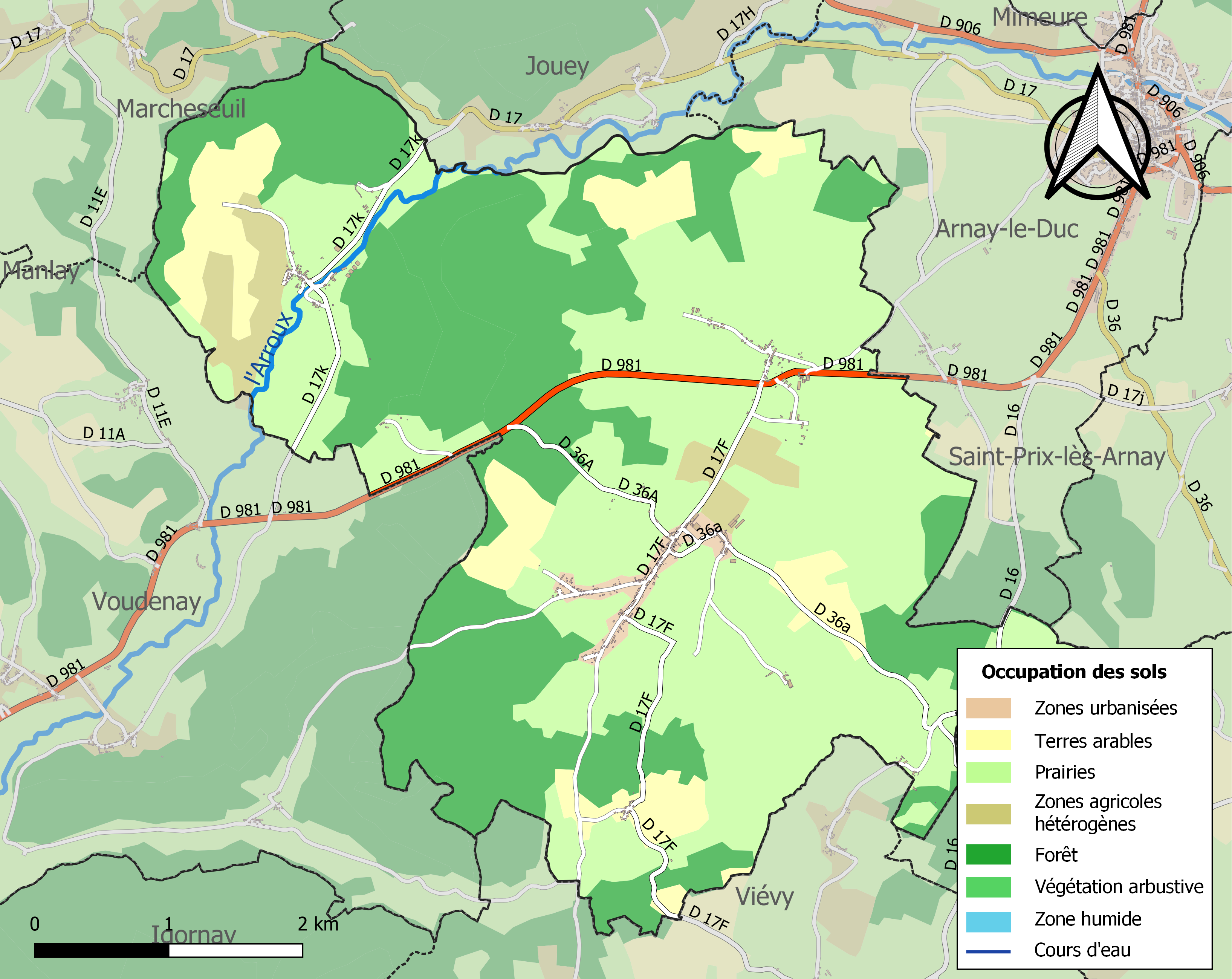
Carte des infrastructures et de l'occupation des sols de la commune en 2018 (CLC).

## Histoire
Le hameau de Maizières possède une source connue depuis l'époque gallo-romaine en raison des spécificités de son eau. Il fut longtemps une station thermale (source autorisée le 5 février 1890). Son eau donnait de bons résultats dans certaines dyspepsies, dans la lithiase biliaire et dans les affections diverses qui ressortissent de la diathèse urique. Physiologiquement, elle était apéritive, diurétique et laxative.

## Politique et administration

### Liste des maires
| Période                                  | Période  | Identité          | Étiquette | Qualité     |
| ---------------------------------------- | -------- | ----------------- | --------- | ----------- |
| Les données manquantes sont à compléter. |          |                   |           |             |
| mars 2008                                | En cours | Jean-Louis Bouley | SE        | Agriculteur |

## Population et société

### Démographie
L'évolution du nombre d'habitants est connue à travers les recensements de la population effectués dans la commune depuis 1793. Pour les communes de moins de 10 000 habitants, une enquête de recensement portant sur toute la population est réalisée tous les cinq ans, les populations de référence des années intermédiaires étant quant à elles estimées par interpolation ou extrapolation. Pour la commune, le premier recensement exhaustif entrant dans le cadre du nouveau dispositif a été réalisé en 2006.

En 2022, la commune comptait 318 habitants, en évolution de +0,95 % par rapport à 2016 (Côte-d'Or : +0,82 %, France hors Mayotte : +2,11 %).
| 1793 | 1800 | 1806 | 1821 | 1831 | 1836 | 1841 | 1846 | 1851 |
| ---- | ---- | ---- | ---- | ---- | ---- | ---- | ---- | ---- |
| 654  | 645  | 580  | 671  | 710  | 720  | 717  | 736  | 703  |

| 1856 | 1861 | 1866 | 1872 | 1876 | 1881 | 1886 | 1891 | 1896 |
| ---- | ---- | ---- | ---- | ---- | ---- | ---- | ---- | ---- |
| 683  | 641  | 638  | 631  | 645  | 650  | 669  | 681  | 644  |

| 1901 | 1906 | 1911 | 1921 | 1926 | 1931 | 1936 | 1946 | 1954 |
| ---- | ---- | ---- | ---- | ---- | ---- | ---- | ---- | ---- |
| 584  | 574  | 519  | 454  | 413  | 438  | 403  | 391  | 395  |

| 1962 | 1968 | 1975 | 1982 | 1990 | 1999 | 2006 | 2011 | 2016 |
| ---- | ---- | ---- | ---- | ---- | ---- | ---- | ---- | ---- |
| 374  | 392  | 380  | 350  | 337  | 301  | 316  | 345  | 315  |

| 2021 | 2022 | - | - | - | - | - | - | - |
| ---- | ---- | - | - | - | - | - | - | - |
| 318  | 318  | - | - | - | - | - | - | - |

### Habitants de la commune
Ils portent de nom de Magniénoises et Magniénois.

## Économie
Les secteurs d'activité présents dans la commune sont la culture et la production animale (bovins principalement) et les travaux de construction spécialisés.

### Appellation d'origine contrôlée
La commune se trouve sur le territoire de l'AOC pour le fromage d'Epoisses.

## Culture locale et patrimoine

### Lieux et monuments
- Église du XIIe siècle : Saint Agnan, romane, elle contient notamment un saint Antoine du XVe siècle, un saint Agnan, une Vierge, un saint Bernard et un saint Jean Baptiste du XVIe siècle[19]. Un vitrail reproduit le vitrail Notre Dame de la Belle Verrière de Chartres. À côté, une statuette reproduit la statue de l'Enfant Jésus dite "le Petit Roi de Grâce" vénérée au Carmel de Beaune.
- Chapelle Saint Léger
- Ancien établissement thermal.

Les traces de la source minérale appelée Fontaine salée ou "Fontaine romaine" ont été découvertes en avril 1883 à l'occasion de fouilles. Il est apparu que cette source avait été utilisée à l'époque gallo-romaine. Un écrit de 1889 évoquait son existence connue par tradition orale et par la fréquentation des oiseaux qui venaient y puiser le sel que l'eau avait laissé en s'évaporant.
La source a été exploitée à la fin du XIXe siècle et au troisième quart du XXe siècle. L'établissement est depuis 2001 propriété de la SEETMA.

### Personnalités liées à la commune
- Pierre Quarré d'Aligny (1641-1730), mousquetaire sous les ordres de d'Artagnan, Grand Bailli du Charolais.
- Jean d'Aligny (1909 - 1991), résistant.